# کارو هالابیان
کارو هالابیان (ارمنی: Կարո Սիմոնի Հալաբյան؛ روسی: Каро Семёнович Алабян؛ ۲۶ ژوئیه ۱۸۹۷ – ۵ ژانویهٔ ۱۹۵۹) معمار اهل ارمنستان شوروی بود جمهوری شوروی سوسیالیستی ارمنستان 
۱۹۴۰

## زندگی‌نامه
در ۲۶ ژوئیه ۱۸۹۷ در الیزابت‌پول به دنیا آمد در ۱۹۱۷ هالابیان تحصیل ابتدا در مدرسه نرسیسیان در تفلیس و سپس در ۱۹۲۹ مدرسه نقاشی، مجسمه‌سازی و معماری مسکو را به اتمام رسانید. از ۱۹۳۲ وی مسکو فعالیت می‌کرد. در سال ۱۹۴۳ او رهبری اصلی ولگوگراد را برعهده گرفت. او در سال ۱۹۳۶ به عنوان عضو افتخاری موسسه معماران بریتانیا انتخاب شد. در ۱۹۵۵ ساختمان اصلی پایانه بندر سوشی را طراحی کرد. وی در ۵ ژانویهٔ ۱۹۵۹ در سن ۶۱ سالگی در مسکو درگذشت و در گورستان نووودویچی به خاک سپرده شد.

## نگارخانه

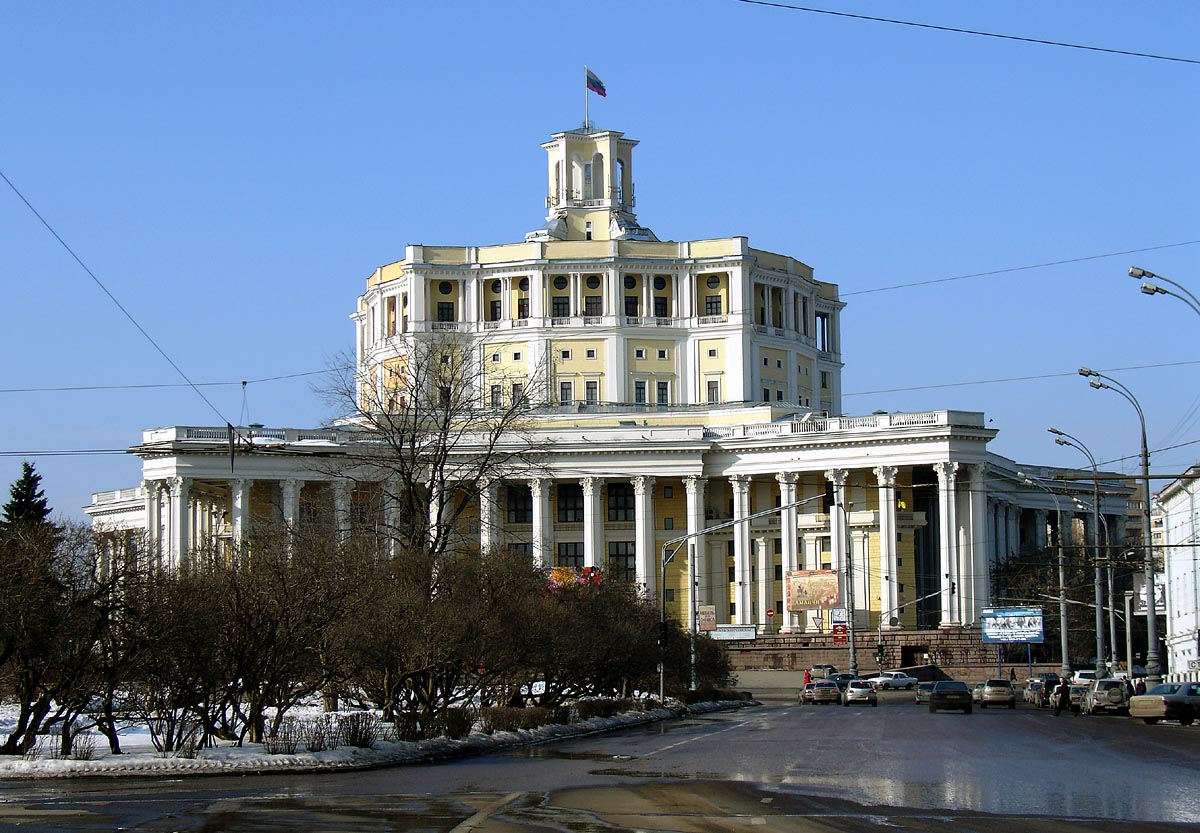
Կարմիր բանակի (այժմ Ռուսական բանակի) թատրոնի շենքը Մոսկվայում
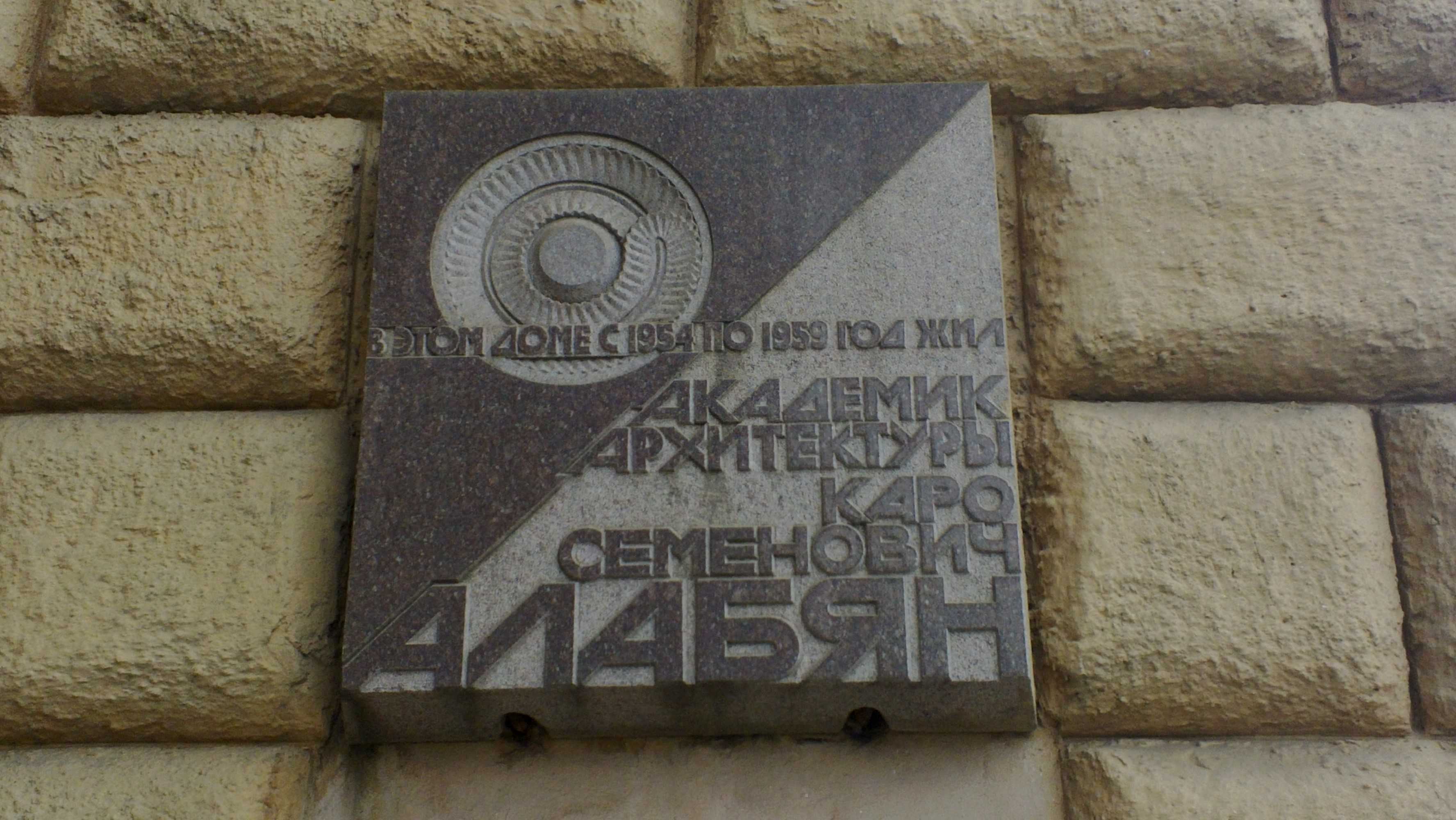
Հուշատախտակ Մոսկվայի Նովինսկի Բուլվար փողոցում գտնվող շենքերից մեկի վրա, որտեղ 1954-1959 թթ. ապրել է Կարո Հալաբյանը (Monument to the 100th anniversary of Karo Halabyan, Yerevan)
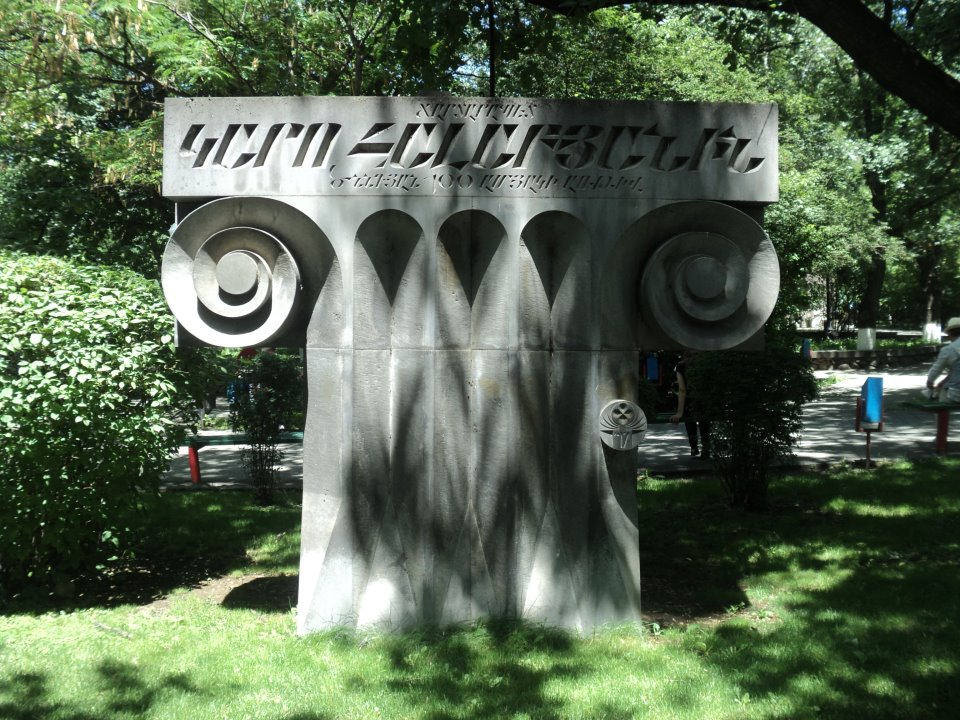
<!-- Հուշարձան پارک دایره‌ای՝ Կարո Հալաբյանի ծննդյան 100-ամյակի առթիվ
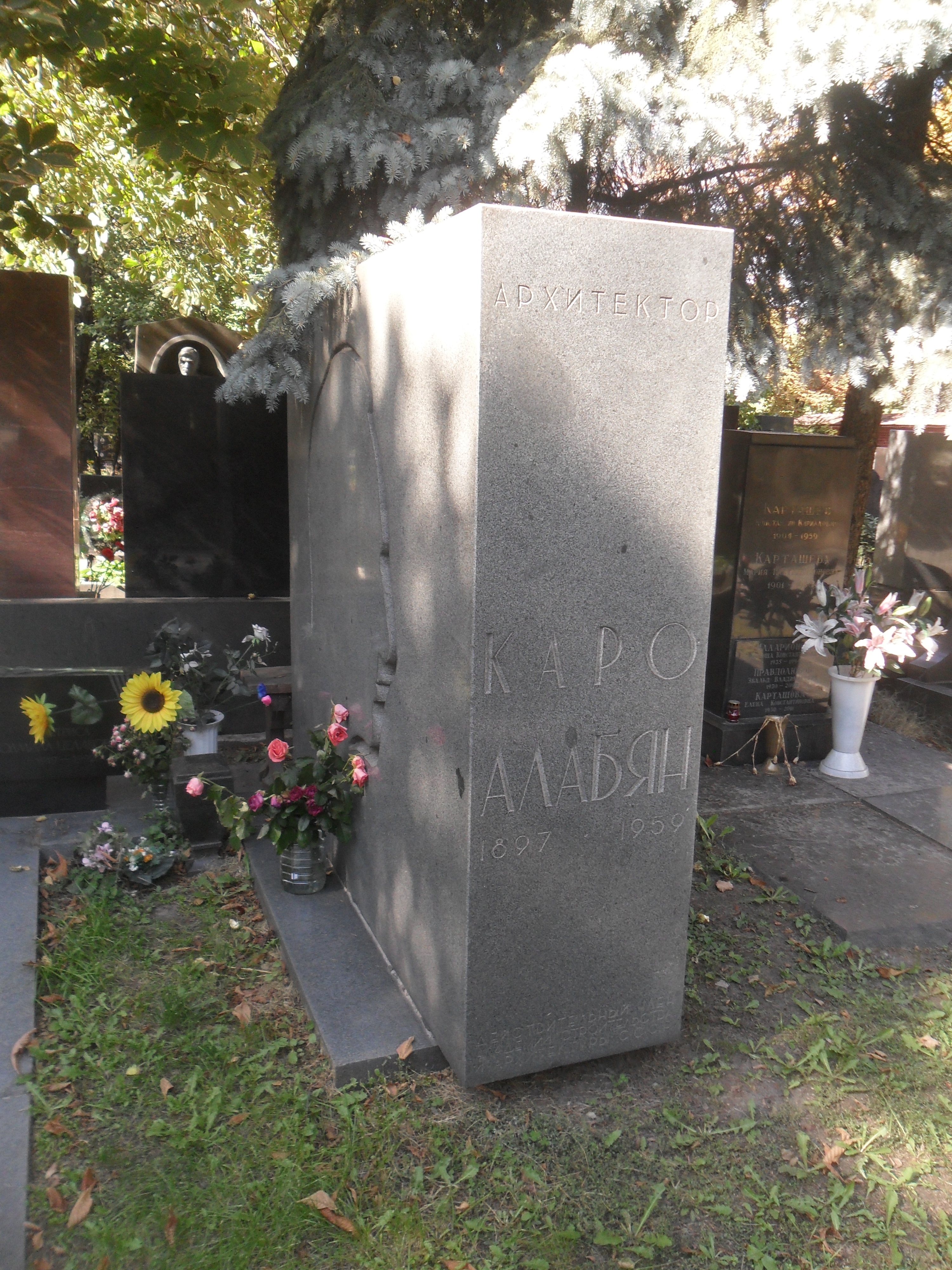
Կարո Հալաբյանի գերեզմանը Մոսկվայի گورستان نووودویچی
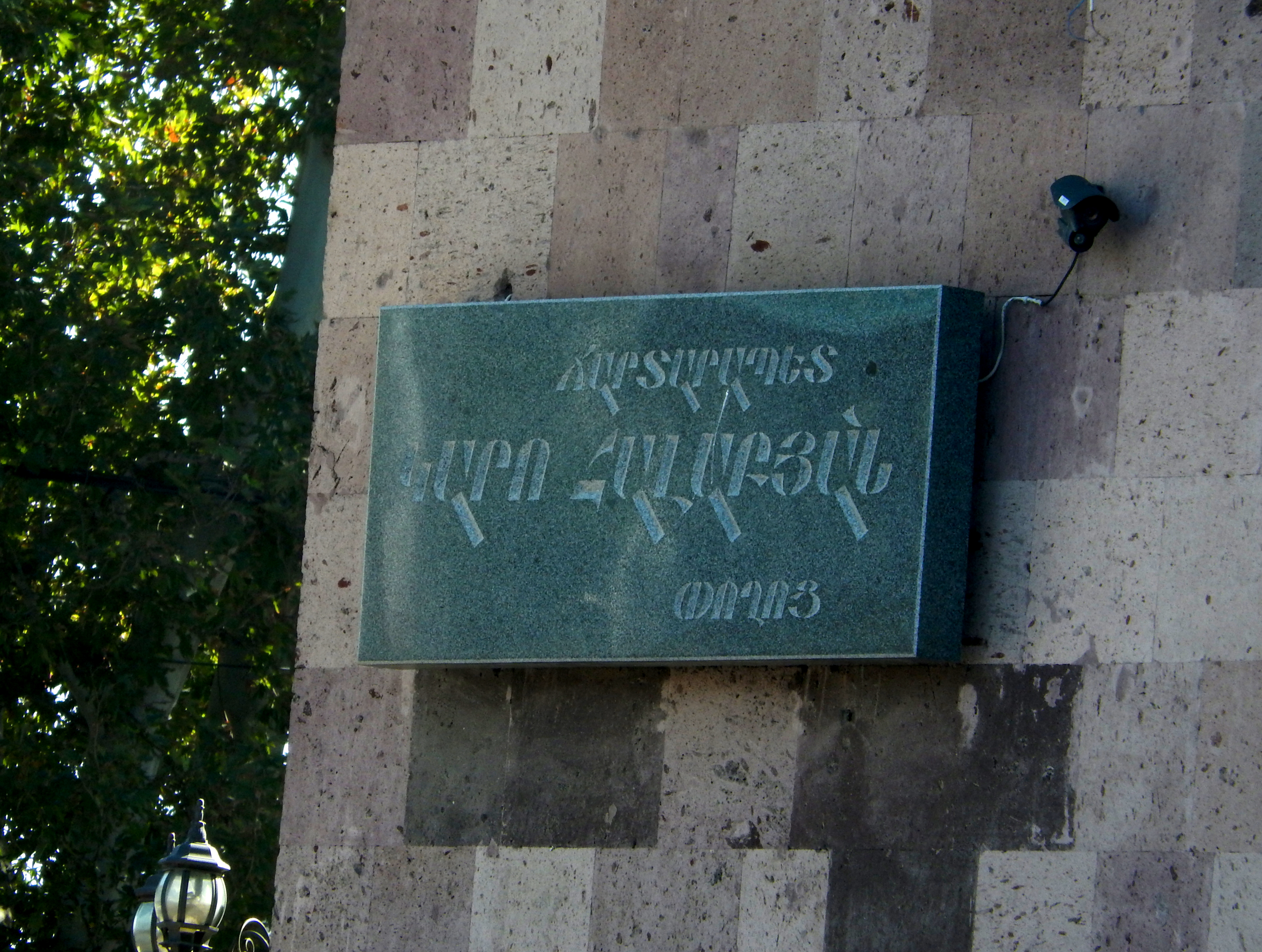
Կարո Հալաբյանին նվիրված հուշատախտակ Երևանի համանուն փողոցի սկզբնամասում